# كلية ايمانويل، كامبريدج
كلية ايمانويل هي كلية تأسيسية في جامعة كامبريدج. تأسست الكلية عام 1584 على يد السير والتر ميلدماي، وزير الخزانة لإليزابيث الأولى.
في كل عام منذ عام 1998 ، كان إيمانويل من بين أفضل ست كليات في تومبكينز تابل، والتي تصنف الكليات وفقا لنتائج الامتحانات في نهاية العام. وقد تخطى إيمانويل الجدول خمس مرات منذ ذلك الحين (2003 و 2004 و 2006 و 2007 و 2010) ، ووقع في المرتبة الثانية ست مرات (2001 و 2002 و 2008 و 2009 و 2011 و 2012). درجة المتوسط يضعها في المرتبة الثانية من حيث الكليات.
إيمانويل هي رابع أغنى الكليات في كامبريدج بموارد مالية تقدر بحوالي 237 مليون جنيه إسترليني وأصول صافية بقيمة 223 مليون جنيه إسترليني.

## معرض صور

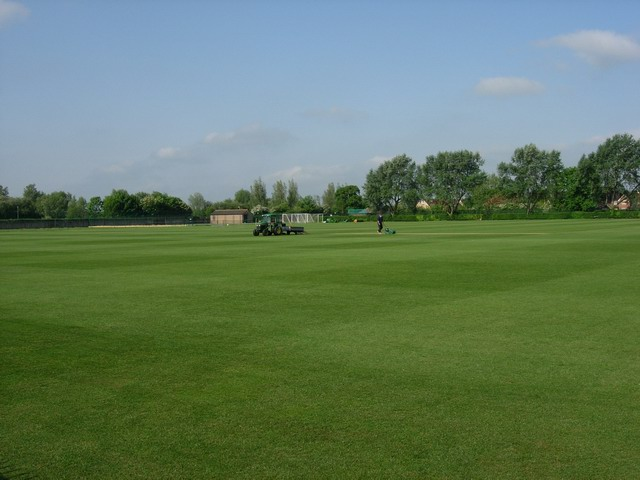
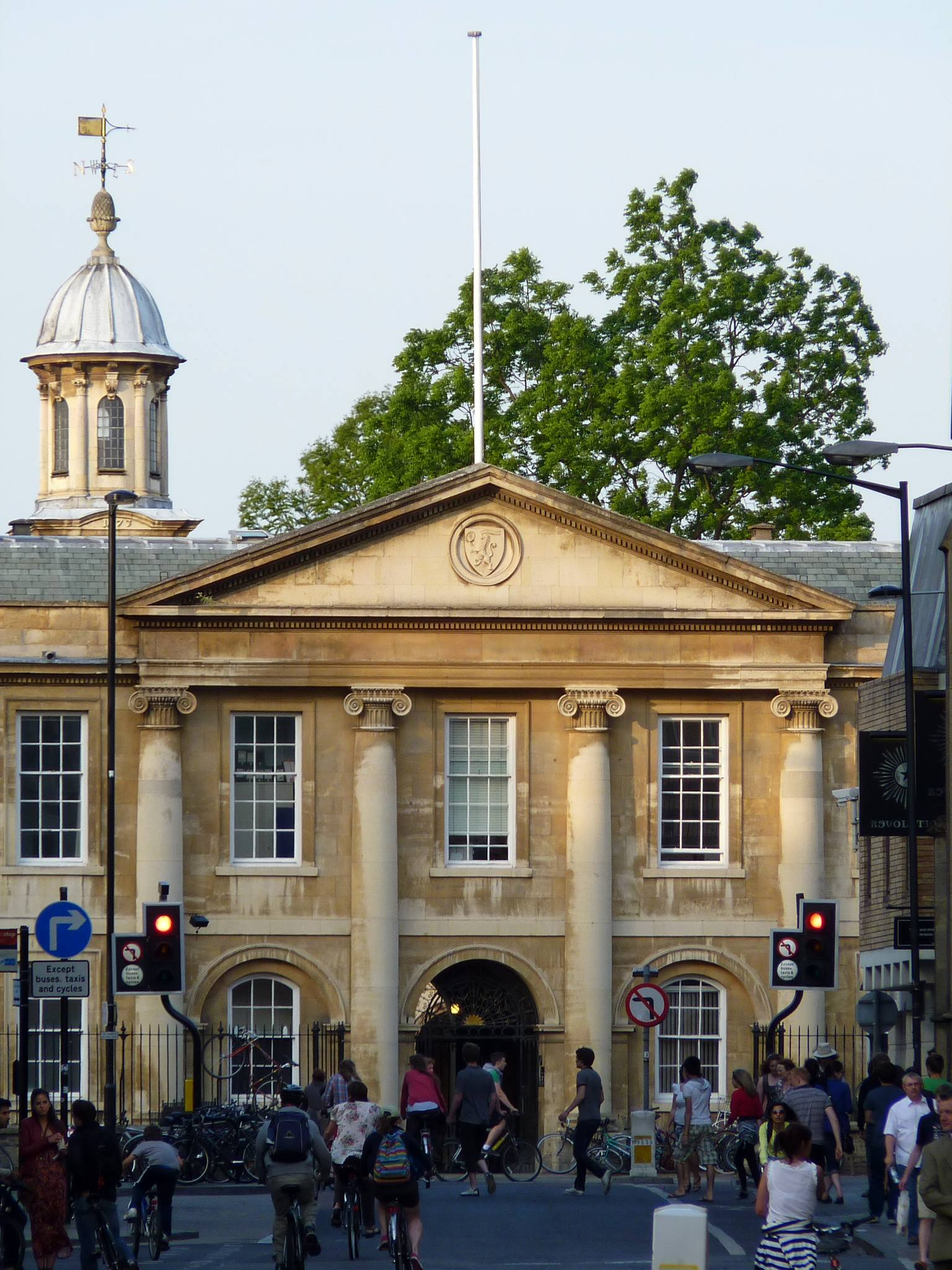
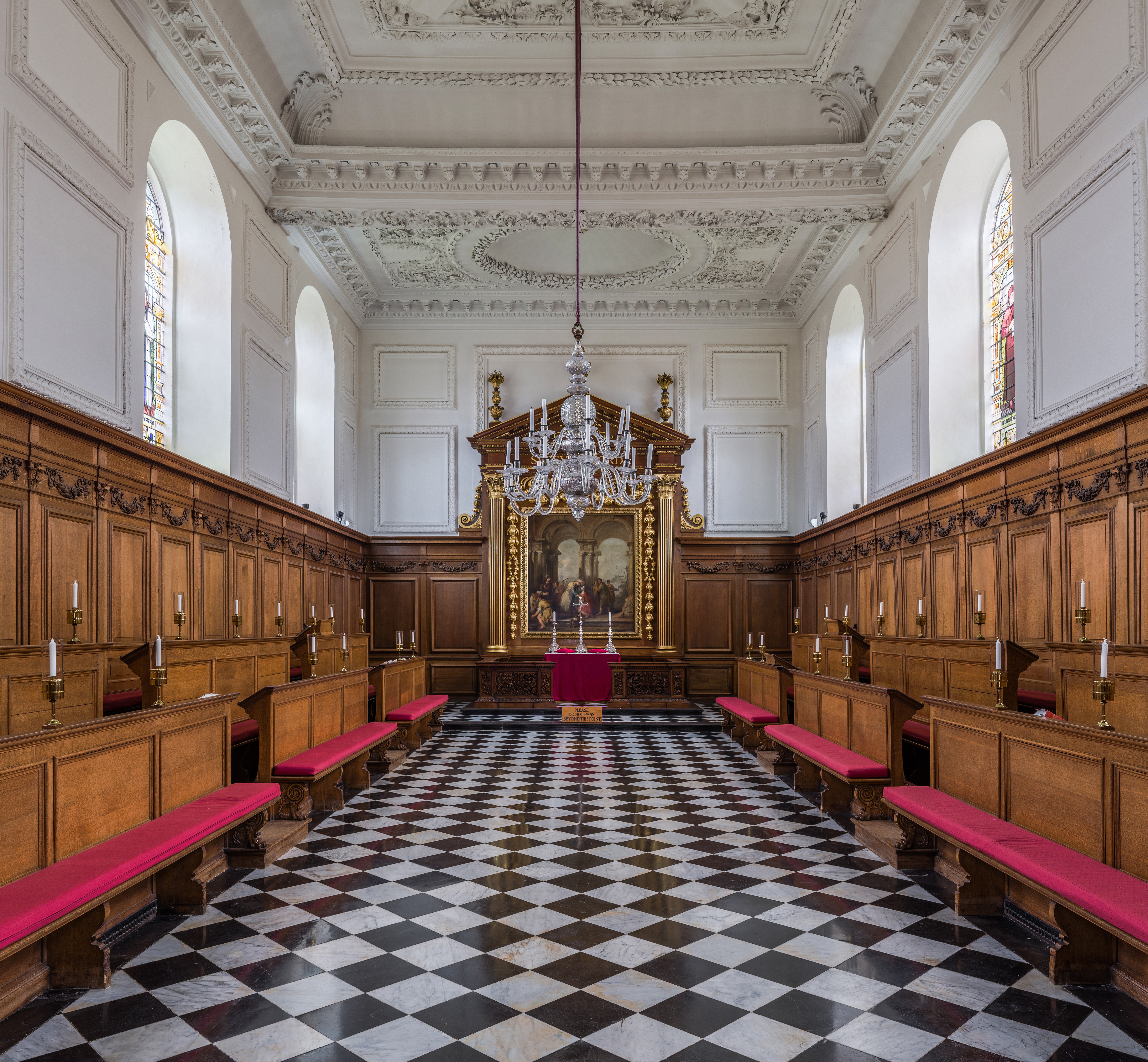
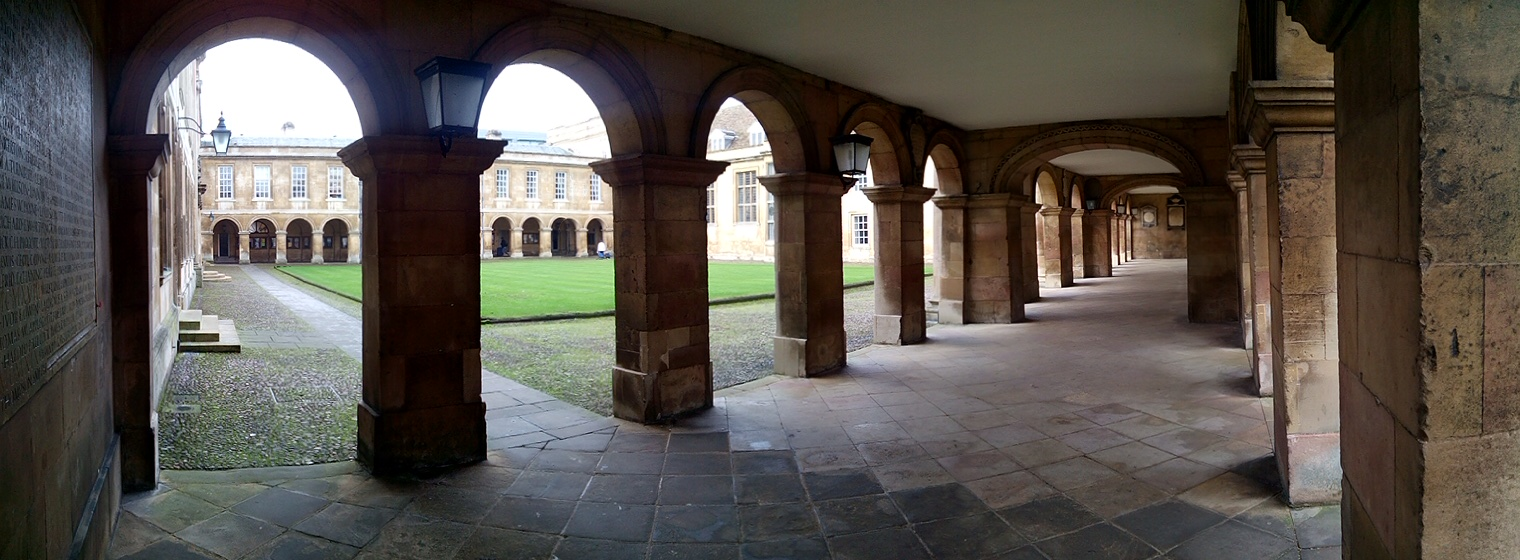